# Halopeplis
Halopeplis es un género de plantas fanerógamas  pertenecientes a la familia Amaranthaceae. Comprende 11 especies descritas y de estas, solo 3 aceptadas.

## Descripción
Son plantas anuales o perennes suculentas con alternativa de sub-sésiles  carnosa corta, con las hojas ovoides a sub-globulares. La inflorescencia es compacta, espiciforme, generalmente terminal. Flores perfectas o pistiladas agrupadas en grupos de 3; perianto  pequeño; estambres 1 o 2; pistilo con ovario vertical y estigmas 2; utrículo incluido, con pericarpio membranoso; semilla elipsoide con el embrión con forma de gancho.

## Taxonomía
El género fue descrito por Alexander von Bunge y publicado en Versuch einer Systematik der Salicornieen 102. 1866. La especie tipo es: Halopeplis nodulosa (Delile) Bunge ex Ung.-Sternb.

## Especies aceptadas
A continuación se brinda un listado de las especies del género Halopeplis aceptadas hasta octubre de 2012, ordenadas alfabéticamente. Para cada una se indica el nombre binomial seguido del autor, abreviado según las convenciones y usos.
- Halopeplis amplexicaulis (Vahl) Ung.-Sternb. ex Ces., Pass. & Gibelli
- Halopeplis nodulosa (Delile) Bunge ex Ung.-Sternb.
- Halopeplis pygmaea (Pall.) Bunge ex Ung.-Sternb.